# St. Marien (Erlangen-Bruck)

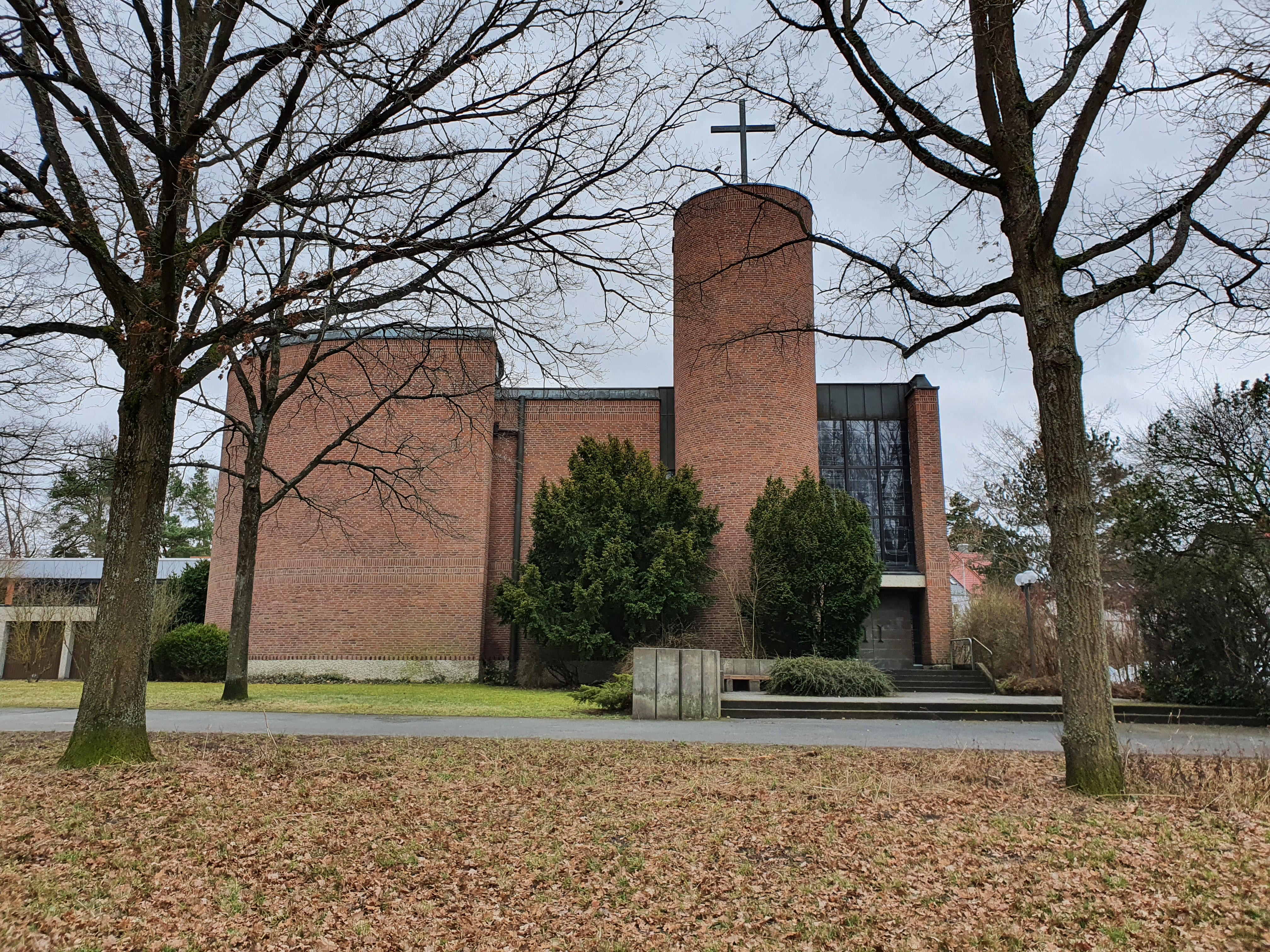
Außenansicht der Filialkirche St. Marien von Norden

Die römisch-katholische Filialkirche St. Marien in Erlangen-Bruck ist ein moderner Zentralbau, der in den Jahren 1980/81 nach den Plänen des Erlanger Architekten Paul Becker errichtet wurde. Becker hatte in den 1960er Jahren bereits die Pläne für die katholischen Pfarrkirchen St. Sebald und St. Heinrich erstellt.
St. Marien ist neben St. Kunigund in Eltersdorf (erbaut 1969/70) und Heilige Familie in Tennenlohe (erbaut 1978/79) eine der drei Filialkirchen der Pfarrei St. Peter und Paul, die heute Teil des Seelsorgebereichs Erlangen-Süd ist.

## Geschichte
Angesichts der nach dem Zweiten Weltkrieg durch den Zuzug von Heimatvertriebenen und der Ansiedlung der Firma Siemens stark ansteigenden katholischen Bevölkerung im Süden Erlangens trieb man in der Pfarrei St. Bonifaz ab Ende der 1950er Jahre die Kirchenbauprojekte St. Marien, St. Sebald und Heilig Kreuz voran. Die beiden letztgenannten gelangten noch in den 1960er Jahren zur Umsetzung.
Der Kirchenbauverein St. Marien, der bereits 1956 gegründet worden war, wurde im Februar 1970 der Pfarrei St. Peter und Paul in Bruck unterstellt. Er trieb zunächst den Bau eines Gemeindezentrums voran. Dieser wurde 1972 begonnen. Am 21. Oktober 1973 konnte das Gemeindezentrum eröffnet werden. Erst Jahre später fiel die Entscheidung für den Kirchenbau. Die Bauarbeiten begannen 1980. Am 8. November 1981 wurde die Kirche durch den Bamberger Erzbischof Elmar Maria Kredel geweiht.

## Architektur

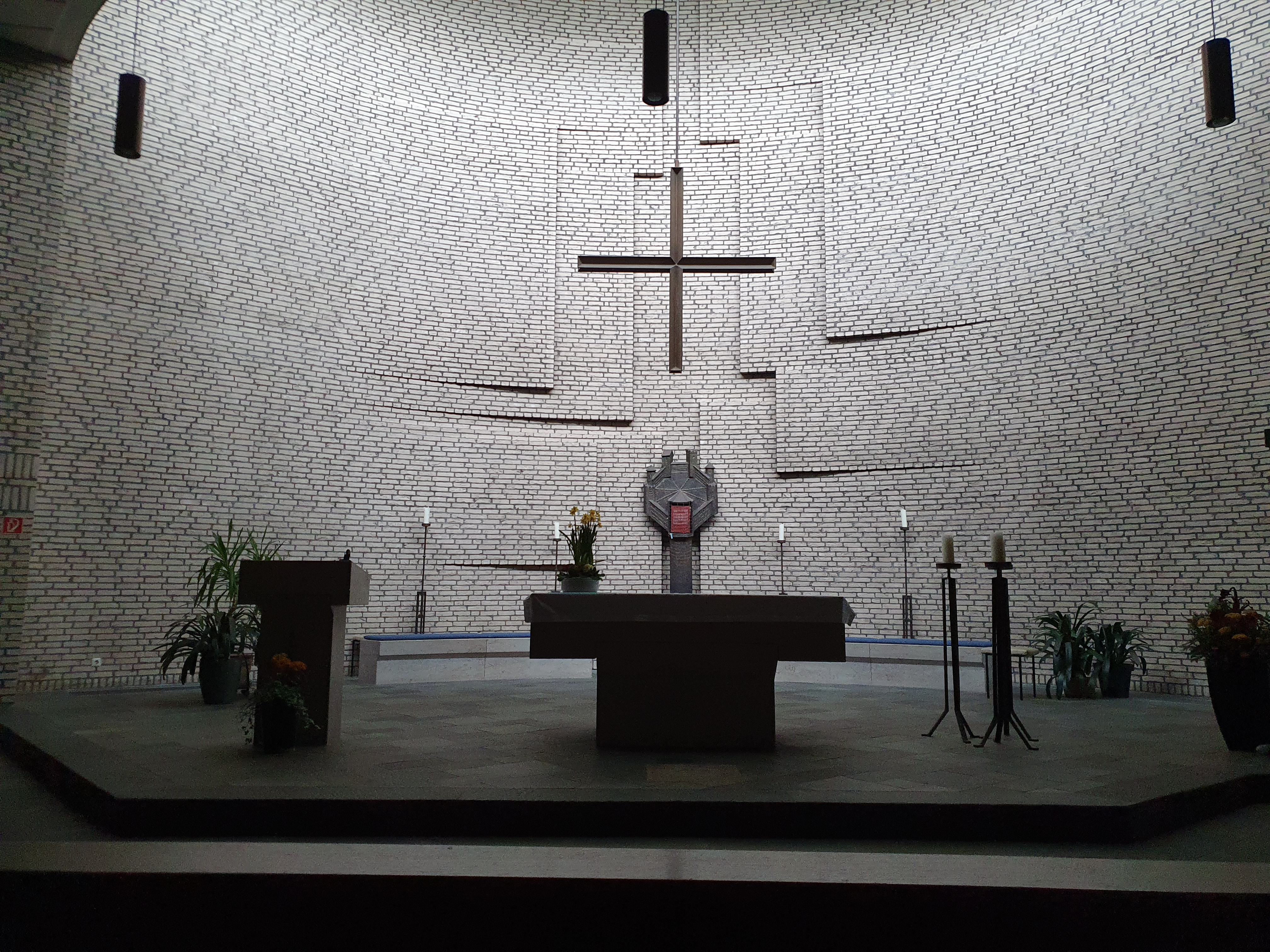
Altarraum

Der Außenbau von St. Marien weist klare, teils runde, teils kubische Formen auf. Die hoch aufragenden Mauern aus kleinformatigen braunen Ziegelsteinen und der weitgehende Verzicht auf Fenster lassen die Kirche beinahe burgartig wirken. Auf der Südseite befindet sich der Haupteingang, der über dem kupferbeschlagenen Portal durch eine gebäudehohe Glasfront ausgezeichnet ist. Der massive, halbrund vorspringende Turm ist im Norden angebaut.
Der Innenraum weist eine Grundfläche von 490 Quadratmetern auf und bietet 280 Sitzplätze. Der durch seine Dunkelheit Stille ausstrahlende Raum besitzt eine zum Altar, also nach Nordosten hin abfallende Decke. Perspektivisch angebrachte große Rauten erwecken jedoch den täuschenden Eindruck, als ob die Decke dorthin ansteigen würde.

## Ausstattung
In der Filialkirche St. Marien befinden sich Altarbilder von Professor Karl Selzer, die zur Erstausstattung der Pfarrkirche St. Peter und Paul gehörten. Im Jahr 1948 waren diese dort durch Gemälde des aus Berlin stammenden Kirchenmalers Paul Plontke ersetzt worden.

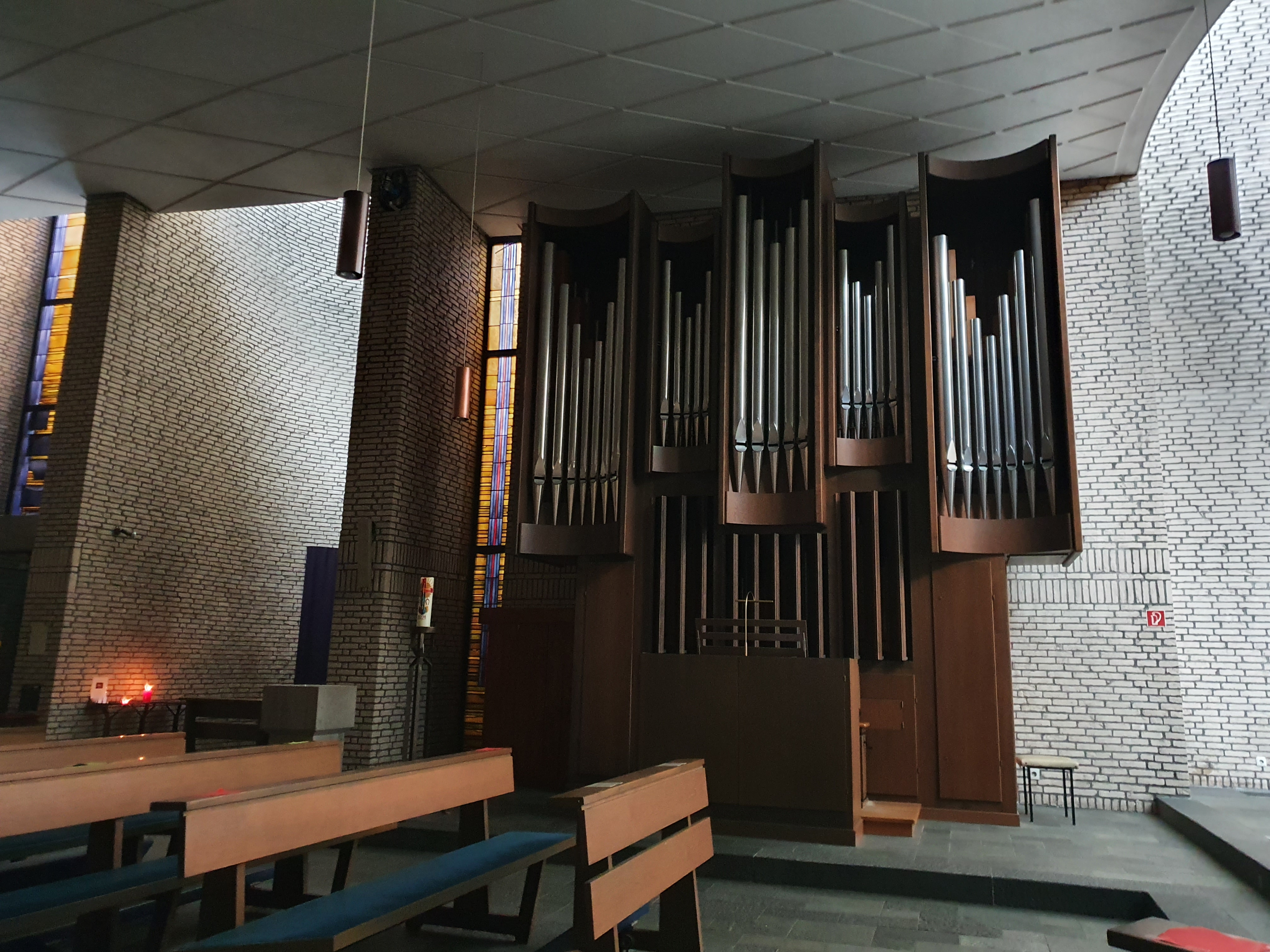
Orgel

### Orgel
Die Orgel wurde 1981 von Ludwig Eisenbarth aus Passau geschaffen. Das Schleifladeninstrument mit mechanischen Spiel- und Registertrakturen umfasst insgesamt 19 klingende Register auf zwei Manualen und Pedal. Die Disposition lautet wie folgt:
| I Hauptwerk C–g3 |            |       |
| 1.               | Prinzipal  | 8′    |
| 2.               | Spitzflöte | 8′    |
| 3.               | Oktave     | 4′    |
| 4.               | Nasat      | 2 ⁄3′ |
| 5.               | Waldflöte0 | 2′    |
| 6.               | Mixtur IV  | 1 ⁄3′ |
| 7.               | Trompete   | 8′    |
|                  | Tremulant  |       |

| II Schwellwerk C–g3 |                   |                |
| 08.                 | Holzgedackt       | 8′             |
| 09.                 | Weidenpfeife      | 8′             |
| 10.                 | Rohrflöte         | 4′             |
| 11.                 | Sesquialtera II 0 | 2 ⁄3′ + 1 3⁄5′ |
| 12.                 | Prinzipal         | 2′             |
| 13.                 | Quinte            | 1 ⁄3′          |
| 14.                 | Cimbel III        | 1⁄2′           |
| 15.                 | Krummhorn         | 8′             |
|                     | Tremulant         |                |

| Pedal C–f1 |              |     |            |
| 16.        | Subbaß       | 16′ |            |
|            | Gedecktbaß 0 | 16′ | [ Anm. 1 ] |
| 17.        | Offenbaß     | 08′ |            |
| 18.        | Choralbaß    | 04′ |            |
| 19.        | Posaune      | 16′ |            |

- Koppeln: II/I, I/P, II/P

Anmerkungen:
1. ↑  Windabschwächung aus Subbaß 16′